# 여승철
여승철(呂承哲, 1969년 4월 7일 ~ )은 대한민국의 제6대 부산광역시 남구의원이었다.

## 학력
- 신선국민학교 졸업
- 신선중학교 졸업
- 부산남고등학교 졸업
- 동아대학교 법학 학사 졸업

## 경력
- 용당동 분뇨탱크철거 대책위원장
- 민주평화통일자문회의 자문위원
- 제32대 동아대학교 총동문회 이사
- 부산광역시 남구 학교급식조례제정본부 집행위원장
- 2007 ~ 2010 부산광역시 비정규노동센터 소장
- 2010.07 ~ 2014.06 제6대 부산광역시 남구의회 의원
- 2010.07 ~ 2012.07 제6대 부산광역시 남구의회 전반기 운영위원회 부위원장
- 2010.07 ~ 2012.07 제6대 부산광역시 남구의회 전반기 예산결산특별위원회 위원장
- 2010.03 ~ 2011.12 민주노동당 부산광역시 남구 지역위원회 위원장
- 2011.12 ~ 2014.12 통합진보당 부산광역시 남구 지역위원회 위원장
- 2018.03 ~ 2023.06 민주노총 부산본부 노동상담소 상담국장
- 2020. ~ 2021       중대재해기업처벌법제정 부산운동본부 집행위원장

## 역대 선거 결과
|  | 34.10% |

|  | 10.84% |

|  | 34.22% |

|  | 4.05% |